# Campionato d'Europa FICM
Il Campionato d'Europa FICM, svoltosi dal 1924 al 1948, rappresentava la serie sportiva motociclistica internazionale di maggior livello dell'epoca. A partire dal 1949 prese la denominazione di "Campionato mondiale di velocità", ovvero l'odierno "Motomondiale".

## Storia
Originariamente tale competizione, annualmente indetta dalla Federazione Internazionale dei Club Motociclistici, consisteva in una prova unica denominata Gran Premio d'Europa, da disputarsi su un circuito europeo in concomitanza con uno dei Gran Premi nazionali disputati nella stagione, nel quale veniva assegnato il titolo di "Campione d'Europa".
Nei tre campionati disputati sul territorio italiano sono comprese le due prime edizioni del 1924 e 1925, sul Circuito di Monza, e la 9ª edizione del 1932 sul Circuito del Littorio a Roma, tutte in concomitanza con il Gran Premio delle Nazioni.
Nel corso delle edizioni 15ª e 16ª, del 1938 e 1939, fu decisa la sperimentazione del campionato con la sommatoria dei punteggi, conquistati in vari Gran Premi validi per la classifica.
Dopo la sospensione dovuta allo svolgersi della Seconda guerra mondiale, il campionato riprese per le ultime due edizioni, del 1947 e 1948, adottando la tradizionale formula della gara unica, anche per le difficoltà organizzative e attuative causate dal periodo bellico.
Con la trasformazione in "Campionato mondiale di velocità", superate le restrizioni degli anni precedenti, la formula a punteggio su varie gare divenne definitiva.
Tuttavia, gli esiti del conflitto bellico ebbero importanti ripercussioni anche sul regolamento dei Gran Premi internazionali di motociclismo. Infatti, le nazioni vittoriose, guidate dall'Inghilterra, decisero di introdurre la norma che vietava i motori sovralimentati, allo scopo di annullare il predominio tecnico delle aziende tedesche e italiane che, nel biennio 1938-40, avevano sperimentato con successo tale tipo di motore. In seguito a tale modifica del regolamento, le moto da competizione italiane, riprese e aggiornate nel 1946, come la Moto Guzzi 500 3C, la Gilera 500 Rondine, la Bianchi 500 4C GP, la Benelli 250 4C GP e la Gilera 250 4C GP, furono escluse dalle competizioni internazionali.

## Le classi
Inizialmente il campionato si articolava sulle classi 250, 350 e 500, cui si aggiunse la Classe 175 nella 2ª edizione. A partire dal 1927  furono annesse le classi 750 e 1000, sostituite l'anno successivo dalle classi Sidecar 350, Sidecar 600 e Sidecar 1000, quest'ultima eliminata nel 1929, forse perché nell'esperimento del 1928 nessun pilota arrivò a tagliare il traguardo.
Per la 7ª edizione del 1930 fu decisa la suddivisione nelle classi 175, 250, 350 e 500, che restò immutata fino al 1933, quando la classe 175 venne tolta, rimessa l'anno successivo e poi definitivamente eliminata. Nel 1937 tornano le classi Sidecars 600 e Sidecars 1000, che riscompaiono nel 1938 e 1939.
Dopo la parentesi bellica, la 17ª edizione del 1947 vede nuovamente l'aggiunta della classe Sidecars 600, per tornare nell'ultima edizione del 1948 all'originario frazionamento di gara adottato nella prima edizione del 1924.

## Albo d'oro

### Motociclette
| ed. | Anno | Tracciato            | 125                | 175                             | 250                                  | 350                        | 500                               | 750                | 1000                             |
| --- | ---- | -------------------- | ------------------ | ------------------------------- | ------------------------------------ | -------------------------- | --------------------------------- | ------------------ | -------------------------------- |
| 1.  | 1924 | Monza                | -                  | -                               | Maurice van Geert Rush / Blackburne  | Jimmie Simpson AJS         | Guido Mentasti Moto Guzzi 500 C4V | -                  | -                                |
| 2.  | 1925 | Monza                | -                  | Mario Vaga Maffeis / Blackburne | Jock Porter New Gerrard / Blackburne | Tazio Nuvolari Bianchi     | Mario Revelli GR / JAP            | -                  | -                                |
| 3.  | 1926 | Spa-Francorchamps    | -                  | René Milhoux Ready / Blackburne | Jock Porter New Gerrard              | Frank Longman AJS          | Jimmie Simpson AJS                | -                  | -                                |
| 4.  | 1927 | Nürburgring          | -                  | Willy Henkelmann DKW            | Cecil T. Ashby OK Supreme JAP        | Jimmie Simpson AJS         | Graham W. Walker Sunbeam          | Josef Steltzer BMW | Josef Giggenbach Bayerland / JAP |
| 5.  | 1928 | Meyrin               | Paul Lehmann Moser | Alfredo Panella Ladetto&Blatto  | Cecil T. Ashby OK Supreme JAP        | Wal L. Handley Motosacoche | Wal L. Handley AJS                | -                  | -                                |
| 6.  | 1929 | L'Ametlla del Vallès | -                  | Josef Klein DKW                 | Frank A. Longman OK Supreme JAP      | Leo Davenport AJS          | Tim Hunt Norton                   | -                  | -                                |
| 7.  | 1930 | Spa-Francorchamps    | -                  | Yvan Goor DKW                   | Syd A. Crabtree Excelsior JAP        | Ernie Nott Rudge           | Henry G.Tyrell-Smith Rudge        | -                  | -                                |
| 8.  | 1931 | Linas-Montlhéry      | -                  | Eric Fernihough Excelsior JAP   | Graham E. Walker Rudge               | Ernie Nott Rudge           | Tim Hunt Norton                   | -                  | -                                |
| 9.  | 1932 | Roma                 | -                  | Carlo Baschieri Benelli         | Riccardo Brusi Moto Guzzi            | Louis Jeannin Jonghi       | Piero Taruffi Norton              | -                  | -                                |
| 10. | 1933 | Saxtorp              | -                  | -                               | Charlie J.P. Dodson New Imperial     | Jimmie H. Simpson Norton   | Gunnar Kalén Husqvarna            | -                  | -                                |
| 11. | 1934 | Assen                | -                  | Yvan Goor Benelli               | Walfried Winkler DKW                 | Jimmie H. Simpson Norton   | Pol Demeuter FN                   | -                  | -                                |
| 12. | 1935 | Clady                | -                  | -                               | Arthur Geiss DKW                     | Wal L. Handley Velocette   | Jimmy Guthrie Norton              | -                  | -                                |
| 13. | 1936 | Sachsenring          | -                  | non disputato                   | Henry G.Tyrell-Smith Excelsior       | Freddie Frith Norton       | Jimmy Guthrie Norton              | -                  | -                                |
| 14. | 1937 | Bremgarten           | -                  | -                               | Omobono Tenni Moto Guzzi             | Jimmy Guthrie Norton       | Jimmy Guthrie Norton              | -                  | -                                |
| 15. | 1938 | vari tracciati       | -                  | -                               | Ewald Kluge DKW                      | Ted Mellors Velocette      | Georg Meier BMW                   | -                  | -                                |
| 16. | 1939 | vari tracciati       | -                  | -                               | Ewald Kluge DKW                      | Heiner Fleischmann DKW     | Dorino Serafini Gilera            | -                  | -                                |
|     |      |                      |                    |                                 |                                      |                            |                                   |                    |                                  |
| 17. | 1947 | Bremgarten           | -                  | -                               | Bruno Francisci Moto Guzzi           | Fergus Anderson Velocette  | Omobono Tenni Moto Guzzi          | -                  | -                                |
| 18. | 1948 | Clady                | -                  | -                               | Maurice Cann Moto Guzzi              | Freddie Frith Velocette    | Enrico Lorenzetti Moto Guzzi      | -                  | -                                |

### Sidecar
| ed. | Anno | Tracciato            | 350                               | 600                                      | 1000                            |
| --- | ---- | -------------------- | --------------------------------- | ---------------------------------------- | ------------------------------- |
| 5.  | 1928 | Meyrin               | Syd A. Crabtree / ? Excelsior JAP | Edgard d'Eternod / ? Sunbeam             | Gara nulla                      |
| 6.  | 1929 | L'Ametlla del Vallès | Freddie G. Hicks / ? Velocette    | Dennis K. Mansell / ? Norton             | -                               |
|     |      |                      |                                   |                                          |                                 |
| 14. | 1937 | Bremgarten           | -                                 | Karl Braun / Ernst Badsching DKW         | Hans Schumann / Julius Beer DKW |
|     |      |                      |                                   |                                          |                                 |
| 17. | 1947 | Bremgarten           | -                                 | Luigi Cavanna / Paolo Cavanna Moto Guzzi | -                               |

### Le nazioni più titolate per pilota
| Pos. | Nazione     | Titoli |
| ---- | ----------- | ------ |
| 1    | Regno Unito | 36     |
| 2    | Italia      | 14     |
| 3    | Germania    | 12     |
| 4    | Belgio      | 4      |
| 5    | Irlanda     | 2      |
| 5    | Svizzera    | 2      |
| 7    | Svezia      | 1      |
| 7    | Francia     | 1      |